# Tanytarsus barbitarsis
Tanytarsus barbitarsis är en tvåvingeart som beskrevs av Freeman 1961. Tanytarsus barbitarsis ingår i släktet Tanytarsus och familjen fjädermyggor. Inga underarter finns listade i Catalogue of Life.